# Вильгельм Гессен-Филипсталь-Бархфельдский (1831)
Вильгельм Фридрих Эрнст Гессен-Филипсталь-Бархфельдский (нем. Wilhelm Friedrich Ernst von Hessen-Philippsthal-Barchfeld; 3 октября 1831, Штайнфурт — 17 января 1890, Ротенбург-на-Фульде) — принц из Гессенского дома, контр-адмирал прусского и имперского флотов.

## Биография
Принц Вильгельм — сын ландграфа Карла Гессен-Филипсталь-Бархфельдского и его второй супруги Софии Бентгейм-Штейнфуртской (1794—1873), дочери князя Людвига Вильгельма Гельдрикуса Эрнста Бентгейм-Штейнфуртского.
Принц Вильгельм поступил на службу в прусский флот и 29 января 1854 года получил звание капитан-лейтенанта.
Летом 1854 года он командовал корветом Amazone. 15 октября 1854 года ему было присвоено звание корвет-капитана. Зимой 1855—1856 годов принц Вильгельм заведовал вторым отделом адмиралтейства. Одновременно до ноября 1856 года он осуществлял командование паровым корветом Danzig. На этом корабле он принимал участие в африканской экспедиции под командованием принца и адмирала Адальберта Прусского. В ходе путешествия принц Вильгельм вступил в конфликт с адмиралом по поводу мер наказания в отношении рифовых кабилов. Принц Адальберт отправил Вильгельма на месяц в отпуск до битвы с кабилами 7 августа 1856 года. По возвращении на родину Вильгельм временно уволился со службы, а вернувшись с мая по сентябрь 1859 года командовал фрегатом Thetis. 22 марта 1864 года принцу Вильгельму было присвоено звание контр-адмирала.
В период Франко-прусской войны принц Вильгельм был прикомандирован к ставке генерала Эдуарда Фогель фон Фалькенштейна. По приказу генерала принц Вильгельм вёл переговоры с французским вице-адмиралом Мартином Фуришоном о прекращении обстрелов германского побережья.
Вильгельм умер 17 января 1890 года, в Касселе. Так как он умер раньше своего старшего брата, он так и не стал ландграфом.

## Семья
Принц Вильгельм был женат четыре раза. В 1857 году он вступил в морганатический брак с Марией Ганау-Горжовицской (1839—1917), дочери Фридриха Вильгельма Гессен-Кассельского (1802—1875) от его морганатической жены. У них родилось 5 детей, которые носили фамилию Фон Ардек:
- Фридрих Вильгельм фон Ардек (2 ноября 1858 — 1 апреля 1902), 17 декабря 1890 года женился на американке Анне Холлингсворт Прайс (1868—1945). Детей у них не было.
- Карл фон Ардек (18 мая 1861 — 18 октября 1938), 16 апреля 1891 года женился на Элис Шрелоу (1862—1938). Детей у них не было.
- Елизавета фон Ардек (8 июня 1864 — 4 марта 1919), 11 октября 1886 года вышла замуж за Карла Фердинанда Изенбург-Бюдингенского (1841—1920). У них родилось четверо детей.
- Алиса Гессен-Филипсталь-Бархфельдская (7 октября 1867 — 23 ноября 1868), умерла в младенчестве, до принятия фамилии фон Ардек.
- Луиза Каролина фон Ардек (12 декабря 1868 — 21 ноября 1959), в 1889 году вышла замуж за Рудольфа Липпе-Бистерфельдского (1856—1931), сына Юлия Липпе-Бистерфельдского (1812—1884). У них родилось трое детей: Фридрих Вильгельм (1890—1938), Эрнст Юлий (1892—1914) и Мария Адельгейда (1895—1993).

Вильгельм и Мария развелись 18 марта 1972 года. Уже в августе 1873 года Вильгельм женился на принцессе Юлиане Бентгейм-Штейнфуртской (1842—1878). У них родилось четверо детей:
- Берта Гессен-Филипсталь-Бархфельдская (25 октября 1874 — 19 февраля 1919), 16 августа 1901 года вышла замуж за Леопольда Липпе-Бистерфельдского (1872—1949), который в 1905 году станет князем Липпе. У них родилось 5 детей.
- Хлодвиг Гессен-Филипсталь-Бархфельдский (30 июля 1876 — 17 ноября 1954), в 1904 году женился Каролине Сольмс-Гогенсольмс-Лихской (1877—1958). У них родилось 5 детей.
- Эдуард Гессен-Филипсталь-Бархфельдский (21 апреля 1878 — 5 января 1879), умер в младенчестве.
- Юлиан Гессен-Филипсталь-Бархфельдский (21 апреля 1878 — 1 сентября 1878), умер в младенчестве.

После смерти супруги второй супруги, в 1879 году он женился на принцессе Аделаиде Бентгейм-Штейнфуртской (1840—1880), старшей сестре предыдущей супруги. Однако брак продлился 5 месяцев, и Аделаида умерла 31 января 1880 года. 
В последний брак Вильгельм вступил в 1884 году, женившись на принцессе Августе Шлезвиг-Гольштейн-Зондербург-Глюксбургской (1844—1932). у них родился один сын:
- Кристиан Гессен-Филипсталь-Бархфельдский (16 июня 1887 — 19 октября 1971), был дважды женат. Имел четырёх детей от первого брака.